# پلانی (ناحیه پلزن-شمالی)
پلانی (به چکی: Pláně) یک منطقهٔ مسکونی در جمهوری چک است که در ناحیه پلزن-شمالی واقع شده‌است. پلانی ۱۳٫۹۱ کیلومتر مربع مساحت و ۲۵۹ نفر جمعیت دارد و ۵۲۲ متر بالاتر از سطح دریا واقع شده‌است.